# NGC 4897
NGC 4897 је спирална галаксија у сазвежђу Девица која се налази на NGC листи објеката дубоког неба.
Деклинација објекта је - 13° 26' 56" а ректасцензија 13h 0m 52,9s. Привидна величина (магнитуда) објекта NGC 4897 износи 12,1 а фотографска магнитуда 12,9. Налази се на удаљености од 49,0000 милиона парсека од Сунца. NGC 4897 је још познат и под ознакама MCG -2-33-89, UGCA 316, IRAS 12583-1310, PGC 44829.